# Pipreola whitelyi
A Pipreola whitelyi a madarak osztályának verébalakúak (Passeriformes) rendjébe és a kotingafélék (Cotingidae) családjába tartozó faj.

## Rendszerezése
A fajt Osbert Salvin és Frederick DuCane Godman írták le 1884-ben.

## Alfajai
- Pipreola whitelyi kathleenae Zimmer & Phelps, 1944
- Pipreola whitelyi whitelyi Salvin & Godman, 1884[2]

## Előfordulása
Dél-Amerika északi részén, Guyana és Venezuela területén honos. Természetes élőhelyei a szubtrópusi vagy trópusi hegyi esőerdők. Állandó, nem vonuló faj.

## Megjelenése
Átlagos testhossza 17 centiméter.

## Életmódja
Gyümölcsökkel táplálkozik.

## Természetvédelmi helyzete
Az elterjedési területe elég kicsi, egyedszáma viszont stabil. A Természetvédelmi Világszövetség Vörös listáján nem fenyegetett fajként szerepel.